# سن-رک-د-اولنه، کبک
سَن-رُک-دِ-اُلنِه (به فرانسوی: Saint-Roch-des-Aulnaies) قصبه‌ای در منطقه شهری لیزله ناحیه شودییر-آپالاش در استان کبک کانادا است. در سرشماری سال ۲۰۱۱ این قصبه ۱٬۰۰۳ نفر جمعیت داشته‌است و مساحت آن ۴۸٫۲۸ کیلومتر مربع است.